# Jon Strand
Jon Strand (1940 circa) è un ex sciatore alpino norvegese.

## Biografia
Sciatore polivalente, Jon Strand prese parte a diverse edizioni del trofeo Holmenkollen-Kandahar tra il 1958 e il 1963, ottenendo il miglior risultato nello slalom gigante del 1962 quando si piazzò al 5º posto; ai Campionati norvegesi 1960 vinse la medaglia di bronzo nella discesa libera. Non prese parte a rassegne olimpiche o iridate.

## Palmarès

### Campionati norvegesi
- 1 medaglia[senza fonte]:
  - 1 bronzo (discesa libera nel 1960)[senza fonte]